# Teia (rei)
Teia (em latim: T(h)eia), Teias (em grego medieval: Τειας)  Tila (em latim: Thila) ou Tela (em latim: Thela) foi o último rei ostrogótico da Itália, governando brevemente em 552.

## Vida
Teia era filho de Fredigerno e irmão mais velho de Aligerno. De acordo com Procópio, era um bom soldado. Aparece em 552, quando foi enviado a Verona pelo rei Tótila (r. 541–552) com exército ostrogótico sob seu comando para verificar o avanço do general Narses na Itália. Após Narses conseguir passar por ele e avançar rumo a Itália Central, Teia e o exército se juntaram a Tótila em Roma. No final de julho, ocorreu a Batalha de Tagina na qual o rei morreu. Teia escapou a Ticino com outros sobreviventes e foi feito rei. Ao ascender, num ato de vingança, ordenou a morte de todos os senadores romanos na Campânia ali levados por Tótila em 546, após o Saque de Roma, incluindo Flávio Máximo, que foi exilado por Belisário. Também ordenou a execução de 300 crianças romanas que Tótila tinha como reféns. Então, marchou para Pávia, onde tomou posse dos tesouros disponíveis e fez pacto com os francos contra o Império Bizantino.
Em seu fuga rumo o sul da Itália, reuniu apoio de figuras proeminentes dentro dos exércitos de Tótila, incluindo Escipuar, Indulfo, Gibal e Ragnaris para fazer sua última marcha contra o general bizantino e eunuco Narses na Batalha do Monte Lactário, ao sul de Nápoles, perto de Nucéria Alfaterna, no final de 552 ou começo de 553. O historiador Guy Halsall chamou a batalha, que ocorreu às sombras do monte Vesúvio, como um "confronto cataclísmico." A razão para a luta foi a necessidade de proteger os tesouros ostrogóticos que estavam guardados em Cumas e que Narses ameaçava atacar. O exército foi derrotado e Teia morreu. Escipuar e Gibal também provavelmente morreram. Os que sobreviveram, negociaram um armistício. Indulfo e Ragnaris escaparam; o último foi mortalmente ferido mais tarde numa tentativa falha de assassínio por um agente de Narses. Com a derrota, a resistência ostrogótica organizada terminou. Em 554, o Reino Ostrogótico havia desaparecido na obscuridade, e o povo gótico que permaneceu começou a se integrar na população italiana em geral.